# Marián Hossa
Marián Hossa (Stará Ľubovňa, 12 gennaio 1979) è un hockeista su ghiaccio slovacco.
Sotto contratto con i Chicago Blackhawks, nella sua carriera ha però militato in NHL anche con i Senators, i Thrashers e i Penguins & nei Red Wings. Ha preso parte anche a 4 NHL All-Star Game. Con la propria nazionale ha preso parte a varie edizioni dei mondiali e a tre Olimpiadi: Salt Lake City 2002, Torino 2006 e Vancouver 2010.

## Carriera

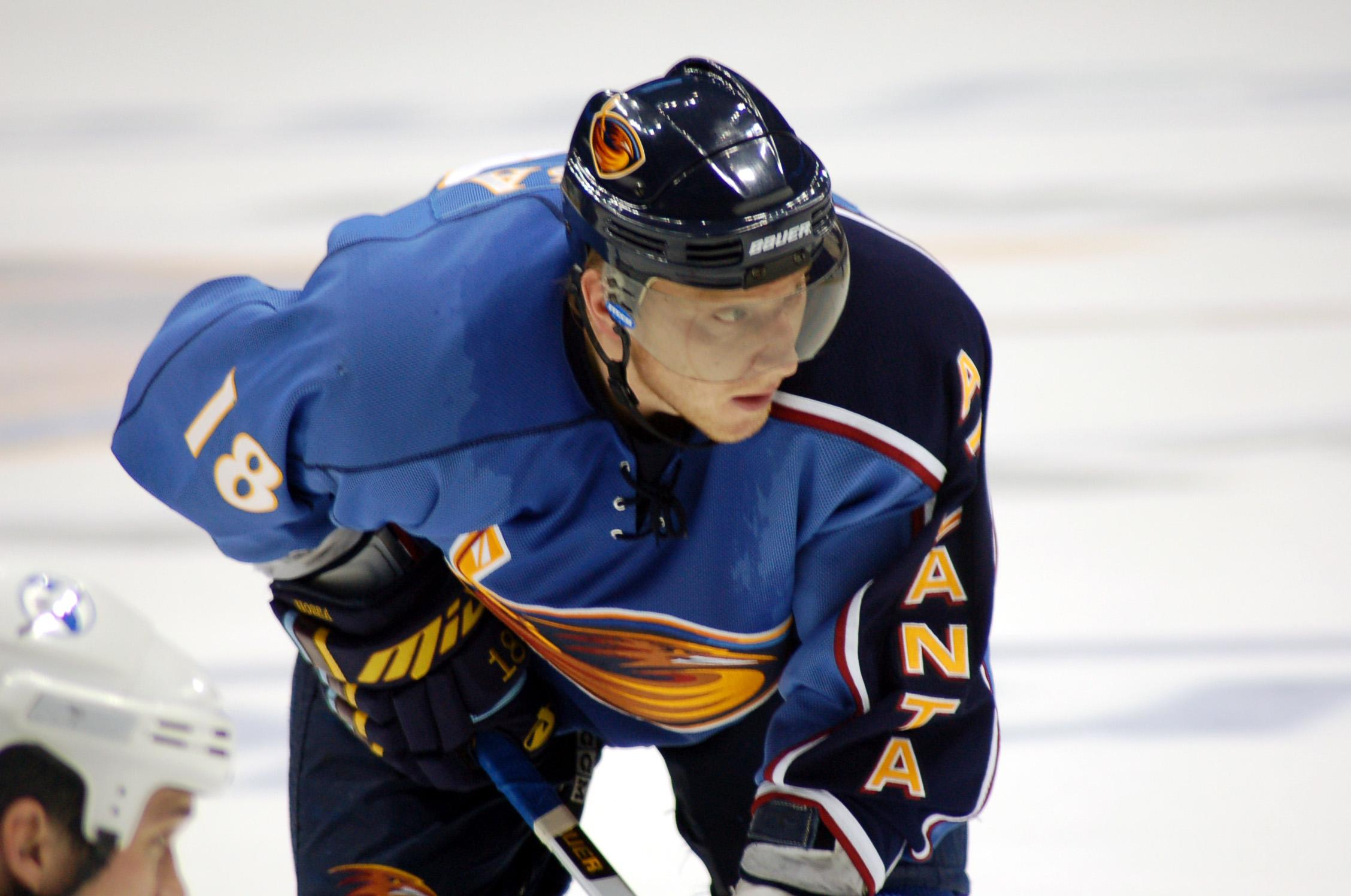
Marián Hossa con la maglia dei Thrashers

### Ottawa Senators
Marián Hossa, che ha un fratello più giovane, Marcel, che gioca nella KHL, fu scelto - come 12º in assoluto - dagli Ottawa Senators nel draft NHL del 1997. Nelle stagioni precedenti aveva militato nell'HC Dukla Trenčín. Dopo il draft i dirigenti dei Senators decisero di farlo trasferire ai Portland Winter Hawks, squadra che gioca in WHL, per fare esperienza. La sua prima stagione al di là dell'Oceano è molto convincente: in 53 partite Marián segna 85 punti (45 gol e 40 assist). Con Portland vince la Memorial Cup e si guadagna l'ingresso in NHL.
Esordisce nella stagione successiva, al termine della quale sfiora la vittoria nel Calder Trophy, il premio destinato al miglior esordiente.
L'11 marzo 2000 durante una partita contro Toronto colpisce accidentalmente nell'occhio con il bastone il difensore Bryan Berard, rischiando di porre fine alla sua carriera. Fortunatamente Berard è riuscito a recuperare dall'infortunio e a proseguire la propria carriera in NHL.

### Atlanta Thrashers
La mattina del 23 agosto 2005 viene annunciato il rinnovo del suo contratto con i Senators fino al 2008; tuttavia il pomeriggio stesso viene scambiato assieme a Greg de Vries per la stella dei Thrashers Dany Heatley. Lo scambio si rivela proficuo per Atlanta: l'ala slovacca, infatti, segna nella prima stagione 39 gol 53 assist per un totale di 92 punti, che rappresenta il suo massimo in carriera. L'anno dopo Hossa si ripete, facendo di meglio: 100 punti (43 gol e 57 assist)- nuovo career high e record di franchigia: è il primo giocatore di Atlanta a segnare 100 punti in una sola stagione.

### Pittsburgh Penguins
Il 26 febbraio 2008 - ultimo giorno valido per i trasferimenti - viene ceduto ai Pittsburgh Penguins assieme a Pascal Dupuis per Angelo Esposito, Colby Armstrong, Erik Christensen e una scelta al primo giro del draft 2009. L'inizio con la nuova squadra non è fortunato: Marián si infortuna all'esordio con i Penguins ed è costretto a saltare 6 partite. Tuttavia ha modo di rifarsi nel prosieguo della stagione e risulterà uno dei giocatori determinanti nella corsa di Pittsburgh verso la Stanley Cup. Nei playoff segna 12 reti che però non bastano ai Penguins, sconfitti in finale per 4-2 dai Red Wings.

### Detroit Red Wings
Il 2 luglio 2008 firma un contratto annuale da 7.45 milioni di dollari proprio con Detroit. Secondo quanto è stato riportato su alcuni siti internet, pare che Hossa abbia rifiutato un contratto pluriennale da 9 milioni di dollari a stagione con gli Oilers e una lauta offerta di rinnovo dagli stessi Penguins: Marian ha motivato questi rifiuti dicendo che secondo lui i Red Wings sono l'unica squadra in grado di regalargli una Stanley Cup. A Detroit Marián dovrà rinunciare al numero 18, che ha sempre utilizzato durante la sua carriera, perché già utilizzato dal veterano dei Red Wings Kirk Maltby. Il giocatore slovacco ha perciò scelto il numero 81.
Al termine della stagione regolare 2008-2009, Hossa chiude con 71 punti (40 goal e 31 assist), piazzandosi al 3º posto fra i capocannonieri di Detroit, dietro soltanto a Pavel Datsyuk e Henrik Zetterberg. Paradossalmente il sogno di Hossa di vincere la Stanley Cup viene infranto proprio dai Pittsburgh Penguins che vincono la serie finale contro i Red Wings Per 4-3 (1-3; 1-3; 4-2; 4-2; 0-5; 2-1; 2-1), andando a vincere l'ultimo incontro proprio alla Joe Louis Arena di Detroit con una doppietta di Talbot nel secondo periodo. Hossa può quindi solo guardare il suo ex-compagno di squadra, Sidney Crosby, sollevare la coppa, mentre per lui è la seconda finale persa di fila.
Il 1º luglio 2009 passa ufficialmente ai Chicago Blackhawks firmando un contratto di 12 anni.

## Nazionale
Hossa ha esordito in nazionale nel 1997 ed allora ne ha fatto parte più o meno stabilmente. Ha partecipato a due Olimpiadi, nel 2002 e nel 2006. È stato convocato per i mondiali nel 1997, 1999, 2001, 2004, 2005, 2006 e 2007. La Slovacchia, a partire dal 2000, ha vinto tre medaglie ai mondiali (un oro, un argento e un bronzo rispettivamente nel 2002, 2000 e 2003), ma Hossa non ha mai fatto parte di nessuno dei team vincenti.

## Statistiche

### Club e NHL
| 1995-96    | HC Dukla Trenčín Jr.  | Slovak-Jr. | 53  | 42  | 49  | 91  | 26  | —  | —  | —  | —  | —  |
| 1996-97    | HC Dukla Trenčín      | Slovakia   | 46  | 25  | 19  | 44  | 33  | 7  | 5  | 5  | 10 | —  |
| 1997-98    | Portland Winter Hawks | WHL        | 53  | 45  | 40  | 85  | 50  | 16 | 13 | 6  | 19 | 6  |
| 1997-98    | Ottawa Senators       | NHL        | 7   | 0   | 1   | 1   | 0   | —  | —  | —  | —  | —  |
| 1998-99    | Ottawa Senators       | NHL        | 60  | 15  | 15  | 30  | 37  | 4  | 0  | 2  | 2  | 4  |
| 1999-00    | Ottawa Senators       | NHL        | 78  | 29  | 27  | 56  | 32  | 6  | 0  | 0  | 0  | 2  |
| 2000-01    | Ottawa Senators       | NHL        | 81  | 32  | 43  | 75  | 44  | 4  | 1  | 1  | 2  | 4  |
| 2001-02    | HC Dukla Trenčín      | Slovakia   | 8   | 3   | 4   | 7   | 16  | —  | —  | —  | —  | —  |
| 2001-02    | Ottawa Senators       | NHL        | 80  | 31  | 35  | 66  | 50  | 12 | 4  | 6  | 10 | 2  |
| 2002-03    | Ottawa Senators       | NHL        | 80  | 45  | 35  | 80  | 34  | 18 | 5  | 11 | 16 | 6  |
| 2003-04    | Ottawa Senators       | NHL        | 81  | 36  | 46  | 82  | 46  | 7  | 3  | 1  | 4  | 0  |
| 2004-05    | Mora IK               | SEL        | 24  | 18  | 14  | 32  | 22  | —  | —  | —  | —  | —  |
| 2004-05    | HC Dukla Trenčín      | Slovakia   | 25  | 22  | 20  | 42  | 38  | 5  | 4  | 5  | 9  | 14 |
| 2005-06    | Atlanta Thrashers     | NHL        | 80  | 39  | 53  | 92  | 67  | —  | —  | —  | —  | —  |
| 2006-07    | Atlanta Thrashers     | NHL        | 82  | 43  | 57  | 100 | 49  | 4  | 0  | 1  | 1  | 6  |
| 2007-08    | Atlanta Thrashers     | NHL        | 60  | 26  | 30  | 56  | 30  | —  | —  | —  | —  | —  |
| 2007-08    | Pittsburgh Penguins   | NHL        | 12  | 3   | 7   | 10  | 6   | 20 | 12 | 14 | 26 | 12 |
| Totale NHL | Totale NHL            | Totale NHL | 701 | 299 | 349 | 648 | 395 | 75 | 25 | 36 | 61 | 36 |

### Nazionale
| Anno               | Naz.               | Evento             |    | Pres. | Gol | Ass. | Pts | PIM |
| ------------------ | ------------------ | ------------------ | -- | ----- | --- | ---- | --- | --- |
| 1997               | Slovakia           | WJC                | 6  | 5     | 2   | 7    | 2   |     |
| 1997               | Slovakia           | WC                 | 8  | 0     | 2   | 2    | 0   |     |
| 1998               | Slovakia           | WJC                | 6  | 4     | 4   | 8    | 12  |     |
| 1999               | Slovakia           | WC                 | 6  | 5     | 2   | 7    | 8   |     |
| 2001               | Slovakia           | WC                 | 6  | 1     | 2   | 3    | 2   |     |
| 2002               | Slovakia           | Oly                | 2  | 4     | 2   | 6    | 0   |     |
| 2004               | Slovakia           | WC                 | 9  | 2     | 5   | 7    | 2   |     |
| 2004               | Slovakia           | WCp                | 4  | 1     | 0   | 1    | 2   |     |
| 2005               | Slovakia           | WC                 | 7  | 4     | 3   | 7    | 6   |     |
| 2006               | Slovakia           | Oly                | 6  | 5     | 5   | 10   | 4   |     |
| 2006               | Slovakia           | WC                 | 5  | 1     | 6   | 7    | 0   |     |
| 2007               | Slovakia           | WC                 | 6  | 2     | 4   | 6    | 6   |     |
| Totale (giovanili) | Totale (giovanili) | Totale (giovanili) | 12 | 9     | 6   | 15   | 14  |     |
| Totale             | Totale             | Totale             | 74 | 25    | 31  | 56   | 30  |     |

### All-Star Game
| Anno   | Città   |        | Gol | Ass. | Pt. |
| ------ | ------- | ------ | --- | ---- | --- |
| 2001   | Denver  | 0      | 2   | 2    |     |
| 2003   | Sunrise | 0      | 0   | 0    |     |
| 2007   | Dallas  | 0      | 4   | 4    |     |
| 2008   | Atlanta | 1      | 1   | 2    |     |
| Totale | Totale  | Totale | 1   | 7    | 8   |